# オヨビでない奴!
『オヨビでない奴!』（オヨビでないやつ）は、1987年10月21日から1988年3月23日まで、TBS系列で毎週水曜 19:00 - 19:30 （JST）に全21話が放送された、TBS制作のテレビドラマ。

## 概要
無責任で明るい主人公と、彼を取り巻く人たちのドタバタな日常を描いたコメディドラマ。その時代ならではのエピソードがあり、芸能人になろうとしてだまされる回や、TBSにて放送されていた他のドラマをネタにした回もある。放送当時、同局で放送されていたドラマには主人公が局のスタジオに見学に行くというネタが多く見られており、本作品でも第13話にて風間一家が同時期に放送されていた『痛快!ロックンロール通り』の撮影現場に闖入。同作品の主演を務めた沢口靖子と後藤久美子がゲスト出演した。
本作品が連続ドラマデビュー作だったのもあり、脚本担当の遊川和彦の中で非常に思い入れの深い作品であるらしく、DVD収録の特典映像の中でも「自分の原点」と語っている。
2021年現在、衛星波の再放送、動画配信サイトの配信は今のところ予定はない。

## 登場人物

### メインキャラクター
風間 遊介
演 - 高橋良明
中学2年生。14歳。再婚した母親のもとを飛び出し、単身北海道から東京の父親一家に身を寄せる。
風間 千歳
演 - 植木等
遊介の祖父。何でも屋・風間ピンチランナーを創業。18年前に妻の一美と死別している。中山美穂のファンであり、部屋には大量のポスターが貼られている。
風間 又一郎
演 - 所ジョージ
遊介の父親。8年前に妻と離婚している。
岡崎（夏子）先生
演 - 田中美佐子
遊介のクラス担任。両親が他界。妹と2人暮らし。
岡崎 亜紀
演 - 磯崎亜紀子
遊介の同級生でヒロイン的な存在。夏子の妹。剣道部所属。性格がきつく、遊介に毎回のようにツッコミを入れる。
村西先生
演 - 小松政夫
河田町中学学年主任。卓球部顧問。
校長先生（菅原）
演 - 久米明
仲村 宏二朗
演 - 石川博之
遊介の同級生。過去に喫煙で停学処分を受けている。
一条 譲
演 - 石堂穣
遊介の同級生。母親（演 - 松本留美）がPTA会長。
石堂と松本は、1987年3月まで放送されていたTBSドラマ『パパはニュースキャスター』でも親子役を演じていた。
山県 守
演 - 大原和彦
遊介の同級生。お調子者。
体育の先生
演 - 須永慶

### ゲスト
第1話
トラック運転手
演 - 丹古母鬼馬二
お手伝い
演 - 天久美智子
風間ピンチランナーのお手伝い。
塾講師
演 - 田山涼成（第9話）
婦警
演 - 杉山幸恵
遊介の母
演 - 鳳芳野
第3話
文部省の人
演 - 山本清、本庄和子
第4話
菊地
演 - 安藤麗二
高校生
演 - 寺島進、小西邦夫、進藤浩
OL
演 - 松川洋子
第7話
仲村家の女性
演 - 阿部光子
守の母
演 - 島田果枝
若い女性
演 - 森山京子
第9話
女店員
演 - 川俣しのぶ
亜紀と遊介がプレゼントを買いに行った店の店員。
中村 めぐみ
演 - 内田さゆり
宏二郎の妹。
五十嵐
演 - 五十嵐里枝
第10話
絵美
演 - 安達美加
絵美ちゃんのママ
演 - 原日出子
幼稚園教師
演 - 天久美智子
第11話
美術の先生
演 - 谷津勲
第12話
村田 和正
演 - 谷村隆之
河田町中学の生徒会長。
村田 亮
演 - 金杉太朗
和正の弟。中学1年生。
丹下
演 - 幸内康雄
和田
演 - 吉田進
第13話
遠藤 和則（塩川環）
演 - 松澤一之
肩書きは芸能事務所・アップル・プロチーフマネージャー。
第14話
キャプテン
演 - 澤口剛
卓球部員
演 - 宝田慎一、小林由治、村上大志
第15話
島津 麻衣
演 - 磯崎亜紀子
村西の娘
演 - 広瀬あゆみ
第18話
聖子
演 - 鈴木美恵子
風間家のいとこ。
試験官
演 - 山崎満
菊地
演 - 安藤麗二
第19話
風間 一美
演 - 浅田美代子（第20話）
千歳の妻。
秋葉原博士
演 - 坂上二郎（第20話）
科学者。
風間 又一郎（子役）
演 - 浅尾和憲（第20話）
昭和39年（23年前?）の又一郎。
通りすがりの酔っぱらい
演 - 泉谷しげる
昭和39年、風間家の家の前を通りかかった酔っぱらい。
昭和39年当時の食堂のおばちゃん
演 - 川俣しのぶ
警官
演 - 段田安則
第20話
新聞屋
演 - 後藤康夫
新郎
演 - 野口敏郎
第21話
空港職員
演 - 野口敏郎
お手伝いさん
演 - 芳ヶ野恭子
吉田、山村
演 - 吉良純子、西山友紀子
亜紀の親友。
河合麗子
演 - 大村美樹
河田町中学 2年C組の生徒。
河田町中学 2年C組の生徒たち
演 - 伊藤環、小見浩昭、勝永圭一、小林由治、笹川龍一、末永大吾郎、仙田信也、高野光博、高橋利安、宝田慎一、松浦智樹、宮田猛、村上大志、谷田真吾、五十嵐里恵、石鍋さとみ、浦明子、柏村美生、神田朱美、嵯峨靖子、鈴木洋美、鈴木里恵、露峰育、永田美妙、西村とも美、西村友里、林靖子、深沢洋恵

## 放送日程
基本的には1話完結となっているが、第15話と第16話、第19話と第20話は連続したストーリーになっている。
| 放送回 | 放送日         | サブタイトル                          | 演出     |
| ------ | -------------- | ------------------------------------- | -------- |
| 1      | 1987年10月21日 | コリャマタ失礼しました!               | 松田幸雄 |
| 2      | 10月28日       | 親子チグハグ                          | 松田幸雄 |
| 3      | 11月04日       | アンタの生徒を信じなさい              | 伊藤一尋 |
| 4      | 11月11日       | ビーバップ ハイ・それまでよ           | 伊藤一尋 |
| 5      | 11月18日       | わかっちゃいるけどやめられナイ!       | 加藤浩丈 |
| 6      | 12月02日       | 愛の嵐!                               | 加藤浩丈 |
| 7      | 12月09日       | 天使の反乱                            | 松田幸雄 |
| 8      | 12月16日       | 勉強になりましたッ!                   | 松田幸雄 |
| 9      | 12月23日       | 恋人はサンタクロース                  | 伊藤一尋 |
| 10     | 1988年01月06日 | 赤ずきんちゃん、気をつけて            | 伊藤一尋 |
| 11     | 1月13日        | 青春とはコレだ!                       | 加藤浩丈 |
| 12     | 1月20日        | ホンダラの奇跡!?                      | 加藤浩丈 |
| 13     | 1月27日        | 親子でアイドル!!                      | 松田幸雄 |
| 14     | 2月03日        | 愛のピングポング                      | 松田幸雄 |
| 15     | 2月10日        | ポルターガイスト・TVに喰われた少女    | 伊藤一尋 |
| 16     | 2月17日        | ポルターガイスト2・恐怖のバレンタイン | 伊藤一尋 |
| 17     | 2月24日        | 好きと言ったら殺される!?              | 加藤浩丈 |
| 18     | 3月02日        | 乙女に二言はありません!               | 加藤浩丈 |
| 19     | 3月09日        | お願い、未来に帰して!                 | 松田幸雄 |
| 20     | 3月16日        | 明るく楽しく調子よく                  | 松田幸雄 |
| 21     | 3月23日        | おまえのこと好きだ!                   | 松田幸雄 |

## スタッフ
- プロデューサー：八木康夫、松田幸雄、伊藤一尋
- 脚本：遊川和彦
- 演出：松田幸雄、伊藤一尋、加藤浩丈
- 制作著作：TBS

## 音楽
主題歌
「NO, NO, NO」
作詞・作曲 - Rudolph Isney,ronald isley＆o'kelly isley /  日本語詞・歌 - キャディラック
長らくCD化はされていなかった。
第6話より、エンドロールにてその回のNGシーンが流されるようになった。
挿入歌
「天使の反乱」
作詞 - 田口俊 / 作曲 - 佐藤健 / 歌 - 高橋良明
本作品と同時期にリリースされた高橋のデビューシングル。同曲と同名のサブタイトルである第7話を始め、一部の話数で挿入歌として使用された。
上記以外にも、Mannheim Steamrollerが演奏する「We Three Kings」や、出演者の歌唱によるハナ肇とクレージーキャッツのナンバーなども作中音楽として使用されているが、一部の楽曲・音声・映像は著作権の都合上、DVD収録時に差し替えられたものもある。